# Hornice
Hornice (en allemand : Hornitz) est une commune du district de Třebíč, dans la région de Vysočina, en République tchèque. Sa population s'élevait à 64 habitants en 2020.

## Géographie
Hornice se trouve à 11,3 km au sud-ouest de Moravské Budějovice, à 28,5 km au sud-ouest de Třebíč, à 45 km au sud de Jihlava et à 152 km au sud-est de Prague.
La commune est limitée par Třebelovice au nord, par Kojatice au nord et à l'est, par Dešov à l'est et au sud, par Kostníky au sud, et par Kdousov et Mladoňovice à l'ouest.

## Histoire
La première mention écrite de la localité date de 1358.

## Transports
Par la route, Hornice se trouve à 14,3 km de Moravské Budějovice, à 39,5 km de Třebíč, à 55 km de Jihlava et à 187 km de Prague.